# استفان بیرچویچ
استفان بیرچویچ (صربی: Стефан Бирчевић؛ زادهٔ ۱۳ دسامبر ۱۹۸۹) یک بازیکن بسکتبال اهل صربستان است.
وی در مسابقات کشوری و بین‌المللی در مجموع برندهٔ ۱ مدال طلا، ۱ مدال نقره شده‌است.